# ʻUlukalala
ʻUlukalala est l'un des trente-trois titres de la noblesse héréditaire tongienne. Il est l'un des vingt titres de chefferie choisis par le roi George Tupou Ier pour constituer la noblesse moderne en 1875. Son titulaire actuel, depuis 2006, est le prince héritier Siaosi Manumataongo Tukuʻaho, prince ʻUlukalala, fils aîné du roi Tupou VI.
Le premier tenant du titre fut Tupoutoutai, un chef de haut rang des îles Vavaʻu, qui comptait des ancêtres parmi les Tuʻi Kanokupolu, les plus hauts chefs des Tonga. Le titre est ainsi associé à des terres (tofiʻa) à Vavaʻu.
Un tenant du titre décéda sans héritier en 1960, et le titre revint à la Couronne. Il demeura longtemps inattribué, avant d'être conféré au prince ʻAhoʻeitu ʻUnuakiʻotonga Tukuʻaho, qui le transmit à son fils Siaosi Manumataongo Tukuʻaho en 2006. Le titre est donc aujourd'hui lié à la famille royale.
Comme pour tout titre de noblesse tongien, le prince ʻUlukalala doit se soucier du bien-être des roturiers résidant sur ses terres. Il est de son devoir de répondre à leurs questions et à leurs attentes,,. 
En outre, le titre permet à son tenant de voter parmi les nobles lors des élections législatives, et d'être élu parmi eux comme Représentant de la noblesse à l'Assemblée législative. Le titre de ʻUlukalala permet à son tenant d'être l'un des huit nobles votant dans la circonscription de Vavaʻu.